# ヴォルトゥラーラ・アップラ
ヴォルトゥラーラ・アップラ（イタリア語: Volturara Appula）は、イタリア共和国プッリャ州フォッジャ県にある、人口約400人の基礎自治体（コムーネ）。

## 地理

### 位置・広がり

#### 隣接コムーネ
隣接するコムーネは以下の通り。括弧内のBNはベネヴェント県（カンパニア州）所属を示す。
- アルベローナ
- チェレンツァ・ヴァルフォルトーレ
- モッタ・モンテコルヴィーノ
- サン・バルトロメーオ・イン・ガルド (BN)
- サン・マルコ・ラ・カートラ
- ヴォルトゥリーノ